# Gabinete do Secretário de Imprensa da Casa Branca
O Gabinete do Secretário de Imprensa da Casa Branca, ou, somente, Gabinete de Imprensa, é o gabinete responsável pela coleta e disseminação de informação para os três principais grupos: o Presidente dos Estados Unidos, os funcionários da Casa Branca, e os meios de comunicação. O Escritório é dirigido pelo Secretário de Imprensa, e faz parte do Gabinete da Casa Branca, que é uma subunidade do Gabinete Executivo do Presidente.

## Função
O gabinete de Imprensa é responsável pela prestação de apoio e informação para a mídia nacional e internacional sobre o Presidente em suas crenças, atividades e ações. Ele trabalha lado a lado com o Gabinete de Comunicação , na elaboração e defendendo a administração da mensagem.

## Funcionários-chave
- Porta-voz da Casa Branca: Kayleigh McEnany
- Diretor de Comunicação da Casa Branca: Hope Hicks
- Secretário de Imprensa Adjunto da Casa Branca: Lindsay Walters, Hogan Gidley, Raj Shah